# Alastair Lake
Alastair Lake är en sjö i provinsen British Columbia i Kanada. Den ligger vid Gitnadoix River i Skeena Rivers avrinningsområdde. Sjöns yta ligger 45 meter öer havet och är 686 hektar. Alastair Lake är 79 meter djup (maximalt djup) och medeldjupet är 21 meter. Sjön fick sitt namn 1938 efter Alastair Francis Buchan, son till John Buchan som var Kanadas generalguvernör 1935–1940. Innan dess kallades sjön Gitnadoix Lake.